# Running Scared (låt av Ell & Nikki)

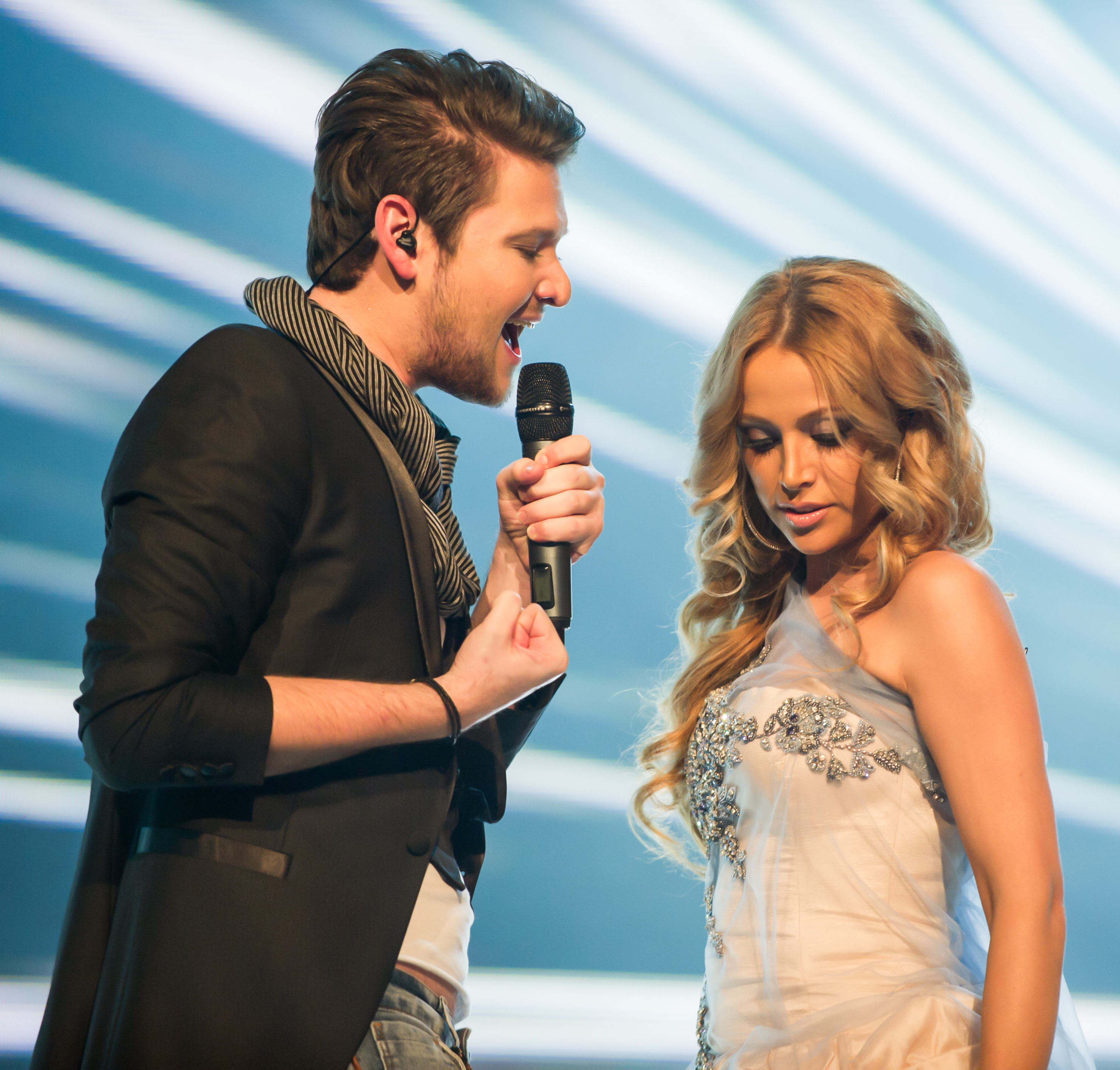
Eldar & Nigar på scen i Baku, 2012.

"Running Scared" (azerbajdzjanska: Ürküb Qaçan, Ürküb Qatjan) är en låt framförd av de azerbajdzjanska sångarna Eldar Qasımov och Nigar Dzjamal under artistnamnen Ell & Nikki. Låten representerade Azerbajdzjan vid Eurovision Song Contest 2011 i Düsseldorf och vann tävlingen. Under framförandet i Eurovision Song Contest bestod kören av svenskorna Jessica Marberger, Vera Prada, Lisa Stadell och Åsa Engman. Svenske Rennie Mirro var den som stod för regi och koreografi av framförandet.
Låten är skriven av svenskarna Stefan Örn, Sandra Bjurman samt britten Iain Farguhanson, vilka även stod bakom Safuras bidrag år 2010, "Drip Drop". Kläderna är dessutom designade av den svenske designern och modeskaparen Lars Wallin.